# Adam Robak
Adam Ryszard Robak (ur. 16 lipca 1957 w Warszawie) – polski florecista, brązowy medalista olimpijski i mistrz świata.
Drużynowy złoty medalista mistrzostw świata w Hamburgu w 1978. Uczestnik igrzysk olimpijskich w Moskwie w 1980 r. W zawodach drużynowych wraz z Lechem Koziejowskim, Bogusławem Zychem i Marianem Sypniewskim zdobył brązowy medal, wygrywając w meczu o 3. miejsce z ekipą NRD (9:5). W turnieju indywidualnym florecistów zajął miejsce 9-12.
2-krotny indywidualny wicemistrz Polski oraz 5-krotny drużynowy (w barwach AZS AWF Warszawa) mistrz kraju.
W 1977 zdobył srebrny medal letniej uniwersjady w Sofii w turnieju drużynowym, a w 1985 złoty medal letniej uniwersjady w Kobe w turnieju indywidualnym.
W 1987 zakończył karierę zawodniczą. Aktualnie (2005) pracuje jako trener w Berlinie.